# Aranyosarcú fűpapagáj
Az aranyosarcú fűpapagáj (Neophema chrysostoma), korábban aranyosarcú papagáj, a madarak osztályának papagájalakúak (Psittaciformes) rendjébe és a szakállaspapagáj-félék (Psittaculidae) családjába tartozó faj.

## Rendszerezése
A fajt Heinrich Kuhl német ornitológus írta le  1820-ban, a Psittacus  nembe Psittacus chrysostomus néven.

## Előfordulása
Ausztrália délkeleti részén és Tasmania szigetén honos. Természetes élőhelyei a szubtrópusi és trópusi hegyi esőerdők, mangroveerdők, száraz erdők, legelők és cserjések, valamint sivatagok. Vonuló faj.

## Megjelenése
Testhossza 20–21 centiméter, testtömege 44–61 gramm. Homlokán kék csík látható. Feje teteje és kantárja sárga, háti része halvány olajzöld, torka halvány almazöld és a hasa sárga.

## Életmódja
Főleg fűmagvakkal táplálkozik.

## Szaporodása
Monogám párokat alkotnak. Fészkét fa üregébe készíti. Fészekalja 4-6  tojásból áll, melyen 19 napig kotlik a tojó. A fiókák kirepülési ideje 28 nap.

## Természetvédelmi helyzete
Az elterjedési területe nagyon nagy, egyedszáma pedig stabil. A Természetvédelmi Világszövetség Vörös listáján nem fenyegetett fajként szerepel.